# Emmanuel Coppens
Emmanuel François Coppens ook genaamd Coppens d'Eeckenbrugge (Aalst, 21 juli 1792 - Humain, 9 april 1867) was een Belgisch senator.

## Familie
Coppens was een zoon van Louis Coppens (1760-1833) en van Marie-Anne de Norman (1762-1821), die zes kinderen hadden. Louis Coppens, na in 1816 adelerkenning geweigerd te hebben, aanvaardde die dan toch in 1823, met een bij eerstgeboorte overdraagbare baronstitel, die na de dood van zijn vader, door Emmanuel Coppens gedragen werd.
Emmanuel trouwde in 1822 met Julienne Poncelet (1795-1879) die een jongere zus was van zijn stiefmoeder Constance Poncelet (1793-1857). Het echtpaar kreeg acht kinderen.
Louis Coppens (1799-1836), lid van het Nationaal Congres, was zijn jongste broer. Charles Coppens (1796-1874), eveneens lid van het Nationaal Congres, was een neef.

## Levensloop
Coppens was landbouwkundige. Wonende in Humain, was hij er van 1836 tot 1848 schepen.
In 1839 werd hij verkozen tot katholiek senator voor het arrondissement Aarlen-Bastenaken-Marche en oefende dit mandaat uit tot in juni 1848.
De volgende twintig jaar hield hij zich bezig met de bedrijfsvoering van zijn uitgestrekte landeigendom.